# 鶯歌碧龍宮
24°57′44″N 121°21′58″E / 24.962330°N 121.366041°E
鶯歌碧龍宮，全稱鶯山巖碧龍宮，俗稱龜公廟，是位於台灣新北市鶯歌區建德里牛灶坑山的廟宇，建廟原因是供奉一顆狀似龜殼的石頭。

## 沿革
曾擔任北鶯里長的曾欽舜在台灣日治時期末，有一天到此廟所在的山區給父親曾明紅送便當，意外在一棵樹下發現一塊狀若烏龜、背面形似八卦的石塊，感到好奇，並告知父親。

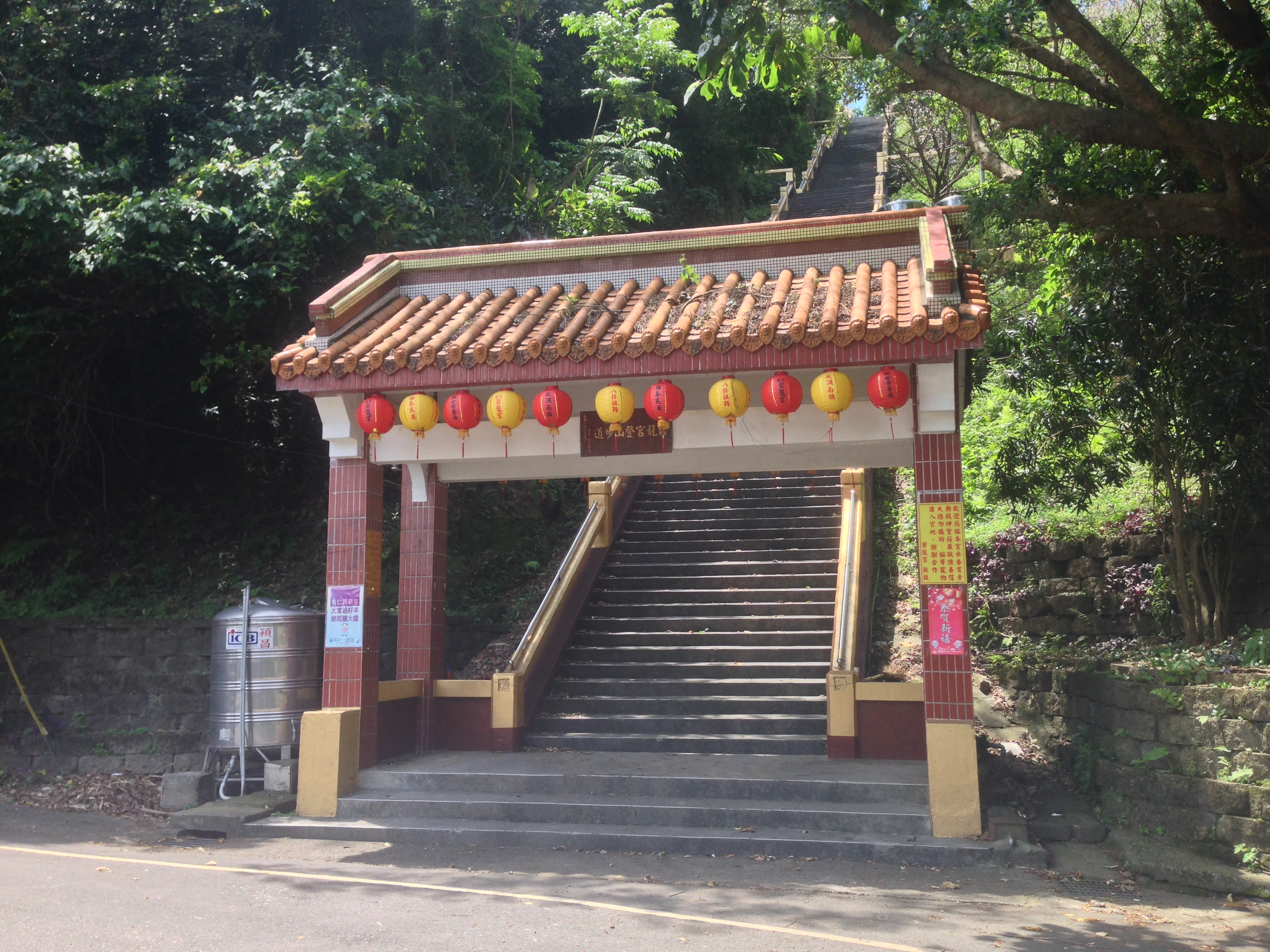
位在中正一路碧龍巷33號的此廟也是登山地點，有牛灶山步道、二坑步道、孫龍步道。步道與鶯歌石、孫臏廟相通。

佃農曾明紅因患氣喘多年，向此石塊祈求能痊癒，約一個月氣喘病痛居然解除，就蓋一間小廟供奉此石，陸續不少鎮民向它膜拜，並敬稱為「龜公」、「龜公神」、「八卦祖師」、或「先知真君」。此事傳開後，遠近慕名前來膜拜者路繹於途。
台灣戰後時期初，香火日漸興旺，鶯歌車站甚至常出現香客擁擠的現象。民間盛傳國共內戰係因龜精（蔣介石）、蛇精（毛澤東）鬥法所致，此廟遂吸引許多民眾一探究竟。原先是草茅建築，受和成欣業創辦人邱和成支助建廟。因建廟地點的建德里，其牛灶坑山山勢陡峭，建材由信眾徒手搬運到山上，1948年12月竣工，正式命名為「碧龍宮」，不過民間信眾依舊稱為「龜公廟」。石頭則還有「龜甲石」的稱呼。
1991年改建新殿，廟宇分前、後兩棟，前殿供奉觀音、媽祖及關公、後殿奉祀八卦祖師神像及龜公石。前、後殿、左右配殿護室全完建在一座五層樓的方形大台座之上，1995年竣工，匾額為「鶯山巖碧龍宮」。
2016年歲末，中華民俗藝術基金會完成《鶯歌仙境碧龍宮》。此書由和成欣業資政邱弘茂委託，書中的歷史沿革、神明祭祀由博士生李建德負責；建築藝術由李乾朗負責、人文底蘊由李明德負責；攝影則由金成財負責。

## 祭祀
此廟主神八卦祖師為鶯歌位階最高的神祇。過去鶯歌並無大廟，以安溪人為主的移民是以三峽祖師廟作信仰中心。

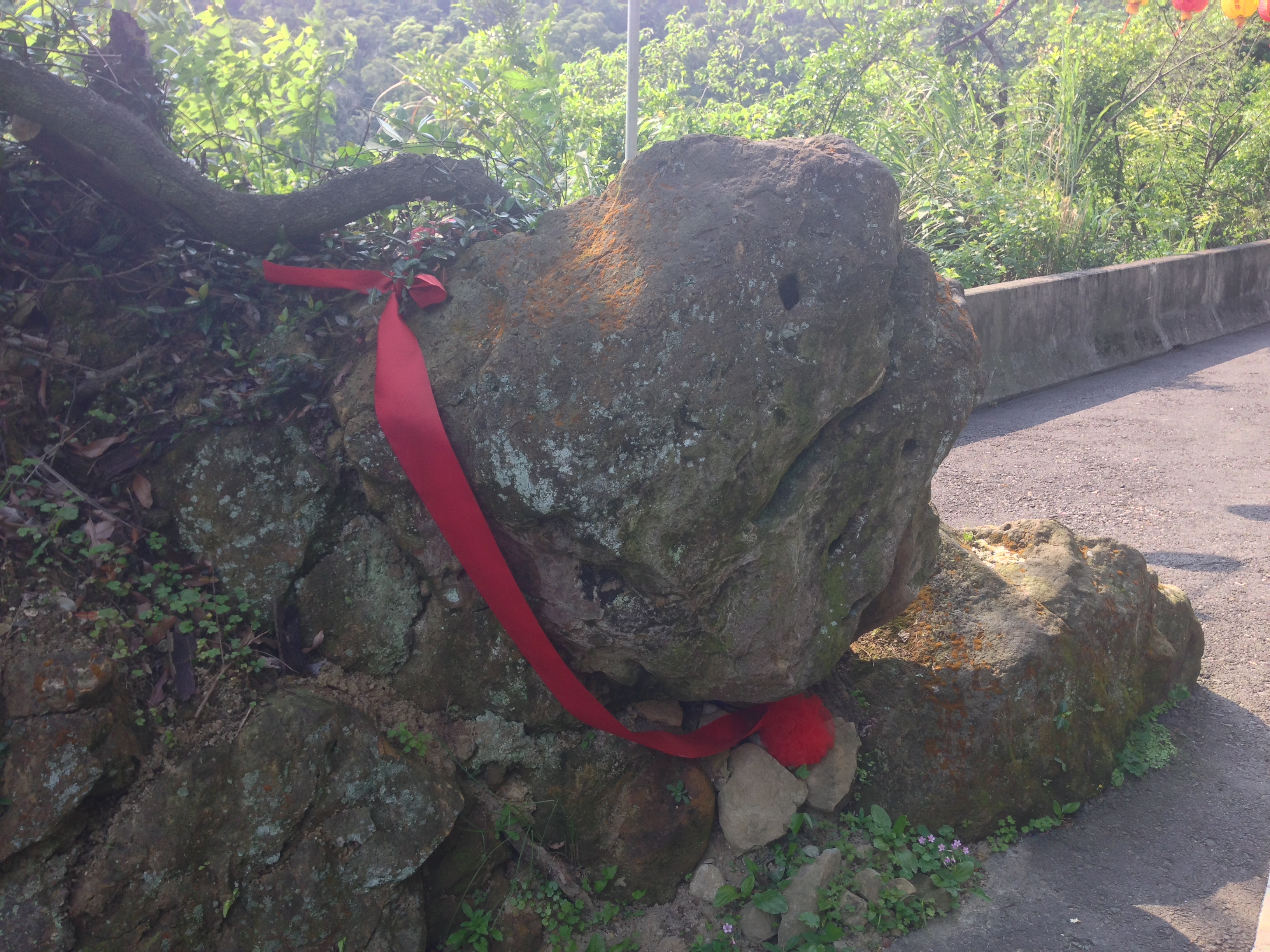
鶯歌碧龍宮神龜石龜首

其聖誕為農曆三月十六，廟方當日會舉行辦神明遶境。